# Голден (Массачусетс)
Голден (англ. Holden) — місто (англ. town) в США, в окрузі Вустер штату Массачусетс. Населення — 19 905 осіб (2020).

## Демографія
Згідно з переписом 2010 року, у місті мешкало 17 346 осіб у 6394 домогосподарствах у складі 4905 родин. Було 6646 помешкань
Расовий склад населення:
| - 94,1 % — білих - 3,0 % — азіатів - 1,1 % — чорних або афроамериканців - 0,1 % — корінних американців |

До двох чи більше рас належало 1,2 %. Частка іспаномовних становила 2,2 % від усіх жителів.
За віковим діапазоном населення розподілялося таким чином: 25,4 % — особи молодші 18 років, 60,1 % — особи у віці 18—64 років, 14,5 % — особи у віці 65 років та старші. Медіана віку мешканця становила 42,2 року. На 100 осіб жіночої статі у місті припадало 94,3 чоловіків;  на 100 жінок у віці від 18 років та старших — 90,9 чоловіків також старших 18 років.
Середній дохід на одне домашнє господарство  становив 119 639 доларів США (медіана — 101 827), а середній дохід на одну сім'ю — 135 065 доларів (медіана — 116 779). Медіана доходів становила 82 341 долар для чоловіків та 57 071 долар для жінок. За межею бідності перебувало 4,7 % осіб, у тому числі 3,7 % дітей у віці до 18 років та 7,0 % осіб у віці 65 років та старших.
Цивільне працевлаштоване населення становило 9918 осіб. Основні галузі зайнятості: освіта, охорона здоров'я та соціальна допомога — 31,6 %, науковці, спеціалісти, менеджери — 10,4 %, виробництво — 10,0 %.